# Abdelouahed Idrissi Chorfi
Abdeluahed Idrisi Chorfi (1 stycznia 1969) – marokański judoka. Dwukrotny olimpijczyk. Zajął siedemnaste miejsce w Atlancie 1996 i odpadł w eliminacjach w Sydney 2000. Walczył w wadze ekstralekkiej.
Uczestnik mistrzostw świata w 1993, 1995, 1997, 2001. Startował w Pucharze Świata w latach: 1992, 1996–1998, 2000, 2002. Brązowy medalista igrzysk śródziemnomorskich w 1993 i 2001. Zdobył sześć medali na mistrzostwach Afryki w latach 1996 - 2002.

## Letnie Igrzyska Olimpijskie 1996
| Konkurencja | Eliminacje            | Eliminacje                | Klas. końcowa |
| Konkurencja | Przeciwnik I          | Przeciwnik II             | Miejsce       |
| ----------- | --------------------- | ------------------------- | ------------- |
| 60 kg       | Rustam Boqiev (TJK) Z | Alisher Mukhtarov (UZB) P | 17.           |

## Letnie Igrzyska Olimpijskie 2000
| Konkurencja | Eliminacje              | Klas. końcowa |
| Konkurencja | Przeciwnik I            | Miejsce       |
| ----------- | ----------------------- | ------------- |
| 60 kg       | Éric Despezelle (FRA) P | I runda       |